# Marta Perego
Marta Perego (Desio, 7 ottobre 1984) è una giornalista, autrice televisiva e conduttrice televisiva italiana.

## Biografia
Inizia la sua carriera nel 2007 come redattrice di Class CNBC, occupandosi di cultura, libri, arte e cinema per il magazine Class Life. Dal 2010 è giornalista professionista, iscritta all'Ordine dei Giornalisti della Lombardia. Dal 2008 al 2013 cura e conduce su Iris Ti racconto un libro, programma settimanale di news e approfondimenti sul mondo del libro e dell'editoria, per il quale ha realizzato interviste a grandi nomi della letteratura internazionale. Dal 2008 al 2012 ha lavorato come autrice e conduttrice di Iris, la settimana dello spettacolo. 
Nel 2013 nasce Adesso Cinema, magazine che scrive e conduce. Si tratta di un appuntamento settimanale che propone approfondimenti sui film in uscita, speciali dai principali festival cinematografici e interviste in esclusiva con i grandi protagonisti del cinema nazionale e mondiale. Nel 2015 conduce, insieme allo scrittore Alessandro Mari, il programma di La EFFE EFFE come Festival, viaggio alla scoperta dei più importanti festival culturali italiani. Nel corso dello stesso anno ha condotto la rubrica Arte e Mestieri all'interno del programma di Rai 3 Fuori Quadro, a cura di Achille Bonito Oliva, e Donne in noir, un'indagine al femminile sulle varie declinazioni della letteratura noir in onda su Top Crime. Dal luglio 2018 approda al canale all-news TGcom24 dove conduce le varie edizioni del notiziario. 
L'intervista del 2013 in cui ha fatto cantare a Russell Crowe e Ryan Gosling il celebre coro di Bud Spencer e Terence Hill dal film Altrimenti ci arrabbiamo è diventata virale sui social media e sul web.
Attualmente la Perego è molto attiva sui social in particolare su Instagram. Sul suo profilo consiglia libri, film e intervista scrittori. È anche ideatrice del progetto "Flaneuse" con il quale racconta una Milano inedita e femminile.
Collabora con il settimanale di Canale 5 X- Style

## Televisione
- Ti racconto un libro (Iris, 2008-2013)
- Iris, la settimana dello spettacolo (Iris, 2008-2012)
- Donne in noir (Top Crime, 2015)
- Effe come Festival (La EFFE, 2015-2016)
- Fuori Quadro (Rai 3, 2015)
- Adesso, Cinema! (Iris, 2013-oggi)
- Varie edizioni del TGcom24 (TGcom24, 2018-oggi)

## Libri
- La felicità è a portata di trolley (DeAPlaneta, 2017)
- Le grandi donne del cinema (DeAPlaneta, 2019)

- M Come Milano (Bottega Errante, 2021)
- La verità è che non ti piaci abbastanza. Ridefinire l'amore a partire da noi (Vallardi A., 2022)